# ملکوال
ملکوال (به انگلیسی: Malakwal) یک شهر در پاکستان است که در ناحیه مندی بهاءالدین واقع شده‌است. ملکوال ۶۶۸٬۰۰۷ نفر جمعیت دارد و ۲۰۵ متر بالاتر از سطح دریا واقع شده‌است.